# Anachalcos suturalis
Anachalcos suturalis är en skalbaggsart som beskrevs av Emile Janssens 1938. Anachalcos suturalis ingår i släktet Anachalcos och familjen bladhorningar. Inga underarter finns listade i Catalogue of Life.